# Беляев, Константин Александрович
Константи́н Алекса́ндрович Беля́ев (укр. Костянтин Олександрович Бєляєв; род. 15 декабря 1971, Сосновка, Львовская область, УССР, СССР) — украинский писатель и переводчик.
Родился в семье инженеров-полиграфистов. С 1972 года живёт в Харькове. Окончил факультет иностранных языков Харьковского национального университета по специальности «переводчик-референт с английского языка» (1989—1994). Работал редактором новостных и игровых разделов в газетах «Событие», «Теленеделя», Simon (Харьков), дизайнером в газете бесплатных объявлений «Из рук в руки», переводчиком в журнале «Харьков — что, где, когда».
Сооснователь и соредактор (2000—2011, совместно с Андреем Краснящих и Юрием Цаплиным) украинского литературно-художественного журнала «©оюз Писателей», главный редактор (2006—2007, совместно с Андреем Краснящих) театрально-художественного журнала «Новое искусство / Нове мистецтво». Перевёл с английского языка на русский «Исповедь» Святого Патрика, поэму Аделаиды Энн Проктер «Три вечера в доме» (в составе коллективной рождественской повести Чарльза Диккенса, Уилки Коллинза, Элизабет Гаскелл и Аделаиды Энн Проктер «Дом на продажу»), романы Джона Бакена «Тридцать девять ступеней» (с параллельным переводом на украинский), Виктории Холт «Кёрклендские Забавы» (совместно с В. А. Михалюком под общим псевдонимом В. Миляев), Авы Маккарти (англ. Ava McCarthy) «Проникновение» (под псевдонимом Каталина Диего), научно-популярную монографию Гейнор Аалтонен (англ. Gaynor Aaltonen) «История архитектуры» (под псевдонимом Михаил Кошкин; с параллельным переводом на украинский), с английского языка на украинский — романы Джона Бакена «Тридцать девять ступеней», Хилари Мантел «Вулфхолл» (совместно с В. А. Михалюком), Чака Паланика «Колыбельная» и «Уцелевший», Кары Хантер (англ. Cara Hunter) «Скрытые в темноте» и «Вся ярость», Харпер Л. Вудс (англ. Harper L. Woods) «Ковен», с французского языка на украинский — повести-сказки Лоранс Бургиньон (фр. Laurence Bourguignon) «Башмаки Святого Николая» и «Подарок для ослика», Мод Де Бель  (фр. Maude De Bel) «Когда я выросту, стану Святым Николаем!», с украинского языка на русский — романы Софии Андрухович «Сёмга», Любко Дереша «Немного тьмы». В 2000 году опубликовал первый в истории комментированный перевод на русский язык фрагмента экспериментального романа Джеймса Джойса «Поминки по Финнегану» (глава «Анна Ливия Плюрабелль»). Стихи, эссе, переводы с английского и украинского языков публиковались в журналах «©оюз Писателей», «В кругу времён», «Воздух», «Харьков — что, где, когда», «ШО», альманахах «Вавилон», «Новая Юность. Избранное», на сайте Vernitskii Literature, в переводе на украинский язык (переводчик Сергей Жадан) — в коллективной антологии «Готелі Харкова» («Гостиницы Харькова», 2008). Соавтор (с Андреем Краснящих) книг «1000 псевдонимов» (2002), «Харьков в зеркале мировой литературы» (2007).

### Стихи. Проза
- Беляев К. А. Защищайтесь, Арделяр Кейс! : [эссе] // ©оюз Писателей. — 2000. — № 1 (1). — С. 1—13.
- Беляев К. А. Где-то я : [стихи] // ©оюз Писателей. — 2002. — Содерж.: «это вот чувство ты помнишь бывало…» ; Рапира ; Ссора-после ; Пятно ; «раз…» ; Женщины.
- Беляев К. А. Женщины : [поэма] // Вавилон / ред. Дмитрий Кузьмин, Данила Давыдов. — М. : АРГО-РИСК ; Тверь : Колонна, 2002. — Вып. 9 (25). — С. 231—238. — ISBN 5-94128-059-9.
  - [То же, пер. на укр.]: Бєляєв К. О. Жінки (фрагменти) : [поема] / пер. з рос. [Сергій Жадан] // Готелі Харкова : Антологія нової харківської літератури. — Х. : Фоліо, 2008. — С. 130—134. — ISBN 978-966-03-4250-7.
- Беляев К. А. Из «Заклятий» : [стихи] // Воздух. — 2006. — № 3. — С. 119. — Содерж.: «Еврейка, выдь на свет и пой лучу…» ; «Скатясь по лестнице причин…».
- Беляев К. А. Спал (фрагменты) : [стихи] // Vernitskii Literature.
- Беляев К. А. «душа ли крякнет от поклаж…» : [стихи] // ©оюз Писателей. — 2008. — № 1/2 (10). — С. 306.
- Беляев К. А. [Стихи] // Харьков — что, где, когда. — 2008. — № 5 (108). — С. 10—11. — Содерж.: Из цикла «Избранные считалки и песни детей La Belle Epoque» ; «но девочка пишет…» ; Из трагедии «Сумароков» ; Заклятья ; «О Сфинкс, мы недостойны Высшей Школы…» ; «Живи, не поднимая глаз…».
  - [То же] // ШО. — 2008. — № 11 (37). — С. 21—23 (2-я паг. ; Библиотека журнала).
- 1000 псевдонимов / [авт.-сост.] А. П. Краснящих, К. А. Беляев. — Х. : Фолио, 2002. — 479 с. — (1000 знаменитых). — ISBN 966-03-1738-7.
- Харьков в зеркале мировой литературы : [антол.] / авт.-сост. К. А. Беляев, А. П. Краснящих. — Х. : Фолио, 2007. — 399 с. — ISBN 978-966-03-3779-4.

### Переводы
С английского на русский
- Кот и Дьявол // В кругу времён : Сказка Джеймса Джойса / Дж. Джойс ; пер. с англ., послесл. и прим. К. А. Беляева ; послесл. С. В. Щеглова. — 1998. — № 1. — С. 36—38.
- Джойс Д. Анна Ливия Плюрабелль = [Anna Livia Plurabelle] : [фрагм.] // ©оюз Писателей / пер. с англ., предисл. и комм. Константина Беляева. — 2000. — № 2 (2). — С. 17—40, i—vi (2-я паг.). — Из содерж.: Поминки по Финнегану: апология перевода. С. 17—20 ; Анна Ливия Плюрабелль. С. 21—24 ; Комментарий. С. 25—40 ; Адская кухня. С. i—vi.
- Св. Патрик. Исповедь = Confessio / Св. Патрик ; пер. с англ. и предисл. Константина Беляева // ©оюз Писателей. — 2002. — № 1 (4). — С. 95—107. — Из содерж.: [От переводчика]. С. 95—97 ; [Исповедь]. С. 98—107.
- Маккарти А. Проникновение = The Insider : роман / Ава Маккарти ; пер. с англ. Каталины Диего [Константина Беляева]. — Белгород ; Х. : Книжный клуб «Клуб семейного досуга», 2009. — 368 с. — ISBN 978-5-9910-0714-6.
- Аалтонен Г. История архитектуры : Самые известные сооружения всех времён = The History of Architecture : Iconic Buildings Throughout the Ages / Гейнор Аалтонен ; пер. с англ. Михаила Кошкина [Константина Беляева]. — Х. : Фактор, 2012. — 256 с. — ISBN 978-966-18-0456-1.
- Бакен Д. Тридцать девять ступеней = The Thirty Nine Steps : роман / Джон Бакен ; пер. с англ. Константина Беляева. — Х. : Фабула, 2016. — 192 с. — (Столетие). — ISBN 978-617-09-2980-8.
- Проктер А. Э. Три вечера в доме = Three Evenings in the House : [поэма] / Аделаида Энн Проктер ; [пер. с англ. К. А. Беляева] // Преступники-сыщики : сб. / Эдгар Уоллес (Вновь втроём) ; Чарльз Диккенс, Коллинз, Элизабет Гаскелл, Аделаида Энн Проктер (Дом на продажу) ; пер. с англ. А. Михайлова, К. Беляева ; сост. Е. Рыбакова ; предисл. А. Климова. — Х. : Книжный Клуб «Клуб Семейного Досуга», 2018. — С. 243—255. — (Великие сыщики и великие мошенники, ISBN 978-617-12-2533-6). — ISBN 978-617-12-4107-7.
- Холт В. Кёрклендские Забавы : роман = Kirkland Revels / Виктория Холт [Элеанор Элис Хибберт] ; пер. с англ. В. Миляева [В. А. Михалюка, К. А. Беляева]. — Х. : Книжный Клуб «Клуб Семейного Досуга», 2022. — 352 с. — (Лабиринты любви, ISBN 978-617-12-9102-7). — ISBN 978-617-12-9277-2.

С английского на украинский
- Аалтонен Г. Історія архітектури : Найвідоміші споруди всіх часів = The History of Architecture : Iconic Buildings Throughout the Ages / Гейнор Аалтонен ; пер. з англ. Михайла Кошкіна [Костянтина Бєляєва]. — Х. : Фактор, 2012. — 256 с. — ISBN 978-966-18-0457-8.
- Бакен Д. Тридцять дев’ять сходин : роман = The Thirty Nine Steps / Джон Бакен ; пер. з англ. Костянтина Беляєва. — Х. : Фабула, 2016. — 192 с. — (Століття). — ISBN 978-617-09-2981-5.
- Мантел Г. Вулфгол = Wolf Hall : роман / Гіларі Мантел ; пер. з англ. і прим. К. Беляєв, В. Михалюк. — Х. : Ранок : Фабула, 2017. — 672 с. — (Лауреати). — ISBN 978-617-09-3761-2.
  - [Те ж]. — [2-ге вид.] — 2024.
- Кара Хантер. Доки темно : роман = In the Dark / пер. з англ. К. О. Бєляєва. — Х. : Книжковий Клуб «Клуб Сімейного Дозвілля», 2024. — 416 с. — (Детектив Адам Фоулі ; кн. 2). — ISBN 978-617-15-0702-9.
- Кара Хантер. Неймовірна лють : роман = All the Rage / пер. з англ. К. О. Бєляєва. — Х. : Книжковий Клуб «Клуб Сімейного Дозвілля», 2024. — 416 с. — (Детектив Адам Фоулі ; кн. 4). — ISBN 978-617-15-1233-7.
- Поланік Ч. Колискова : роман = Lullaby / пер. з англ. К. О. Бєляєва. — Х. : Книжковий Клуб «Клуб Сімейного Дозвілля», 2024. — 288 с. — ISBN 978-617-15-1124-8.
- Поланік Ч. Вцілілий : роман = Survivor / пер. з англ. К. О. Бєляєва. — Х. : Книжковий Клуб «Клуб Сімейного Дозвілля», 2025. — 352 с. — ISBN 978-617-15-1305-1.
- Гарпер Л. Вудз. Ковен : роман = Coven / пер. з англ. К. О. Бєляєва. — Х. : Книжковий Клуб «Клуб Сімейного Дозвілля», 2025. — 304 с. — (Ковен кісток ; кн. 1). — ISBN 978-617-15-1353-2.
- Сіґал Е. Історія Олівера : роман = Oliver’s Story / пер. з англ. К. О. Бєляєва. — Тернопіль : Видавництво Богдан, 2025. — 240 с. — ISBN 978-966-10-9126-8.

С французского на украинский
- Бургіньйон Л., Буаснар А. [іл.] Черевики Святого Миколая : повість-казка = Les souliers de saint Nicolas / пер. з фр. К. О. Бєляєва. — Тернопіль : Видавництво Богдан, 2024. — 24 с. — ISBN 978-966-10-8910-4.
- Бургіньйон Л., Польфліє Н. [іл.] Подарунок для віслюка : повість-казка = Un cadeau pour l’âne / пер. з фр. К. О. Бєляєва. — Тернопіль : Видавництво Богдан, 2024. — 24 с. — ISBN 978-966-10-8911-1.
- Де Бель М., Мартінуз С. [іл.] Коли я виросту, стану Святим Миколаєм! : повість-казка = Quand je serai grand je serai saint Nicolas! / пер. з фр. К. О. Бєляєва. — Тернопіль : Видавництво Богдан, 2024. — 24 с. — ISBN 978-966-10-8909-8.

С украинского на русский
- Андрухович С. Ю. Сёмга = Сьомга : роман / София Андрухович ; [пер. с укр. Константина Беляева]. — 2008. — Для изд-ва «Фолио» (не опубликован).
- Трифонов Р. А. Незадолго ; Песочное печенье с кофе : стихи / Роман Трифонов ; пер. с укр. Константина Беляева // ©оюз Писателей. — 2007. — № 3/4 (9). — С. 101—104.
  - [То же] [Песочное печенье с кофе] // Новая Юность : Избранное. — 2008. — С. 227—229.
- Яновская А. В.[укр.]. «серость осин точно твой классицизм о город…» ; Дом Митасова ; «Уж таков он, осенний сумрак…» ; Новый быт : стихи / Анна Яновская ; пер. с укр. Константина Беляева // ©оюз Писателей. — 2007. — № 3/4 (9). — С. 105—111.
  - [То же] [Новый быт] // Новая Юность : Избранное. — 2008. — С. 224—226.
- Дереш Л. А. Немного тьмы (на краю света) = Трохи пітьми (на краю світу) : роман / Любко Дереш ; пер. с укр. Константина Беляева. — Х. : Фолио, 2009. — 313 с. — (Граффити). — ISBN 978-966-03-4849-3.
- Антонич Б.-И. В. [Стихотворения] // Двенадцать обручей = Дванадцять обручів : роман. — Белгород : Книжный клуб «Клуб семейного досуга», 2009. — 320 с. — ISBN 978-5-9910-0426-8.

### Литературные редакции
- Миллидж Д. Кумиры = Icons / Д. Миллидж, Д. Годж ; пер. с  англ. А. Л. Боровик ; [лит. ред. К. А. Беляев]. — Х. : Фактор, 2011. — 304 с. — ISBN 978-966-180-152-2.

### Интервью
- Туганов, Заур. Константин Беляев: «Наши читатели — неудачники» // ОбъективНО. — 2008. — № 10 [366] (13 марта). — С. 5.

### О Константине Беляеве
- <Сплетни и плутни>: на литературные темы беседуют Анри Волохонский и Илья Кукуй // Топос. — 2003. — 11 ноября.

А. В.: <…> Иное дело критика конструктивная. Это большая работа Константина Беляева, к которой приложен правильный — по мнению автора — перевод части текста о стирке белья. Как известно, этот текст (стр. 196—216 стандартного издания) замечателен тем, что в нём значительная часть слов происходит от названий рек и вод в разных странах мира. У меня сложилось впечатление, что К. Беляев, действительно, приложил огромные усилия. Его перевод имеет, мне кажется, один лишь недостаток: он не смешной. Поэтому употребляться он может, скажем, для обучения студентов, не знающих английского, художественным приёмам Джойса. Или для критических статей о самом писателе. Но и эта достигнутая цель уже оправдывает труд.
- Мельников Р. В.[укр.], Цаплин Ю. В. Северо-Восток Юго-Запада : (о современной харьковской литературе) // Новое литературное обозрение. — 2007. — № 3 (85).

Поэт и «беллетрист-кроссвордист» Константин Беляев (р. 1971) более всего известен своим комментированным, предуведомлённым и опослесловленным переводом из «Поминок по Финнегану» Джойса (масштабный замысел полных русских «Поминок» — на пути к исполнению). В русле того же генерального интереса — перевод Джойсовой сказки «Кот и Дьявол» и «Исповеди» св. Патрика; вне русла, хотя это ещё как посмотреть, — полемическое эссе о Кассиле. Свойственный Беляеву перфекционизм обусловил малость числа (но и высокий уровень) публикаций. То же относится к стихам: несмотря на наличие, в том или ином виде, нескольких поэтических циклов, печаталась только поэма «Женщины», номинировавшаяся в 2003 году на фестиваль «Майская поэтическая опера» «за выдающуюся попытку создания истинно народного и современного лирического эпоса <…> на материале собственной невыдающейся жизни».
- (en) Alexandrova, Boriana. Wakeful Translations: An Initiation into the Russian Translations of Finnegans Wake // Joyce Studies Annual. — Fordham University Press, 2015. — P. 128—167. — Ex cont.: Konstantin Belyaev’s Анна Ливия Плюрабелль / Anna Livia Plurabelle: АЛП (1996–97, 2000). P. 147—159.
- (en) Alexandrova, Boriana. Multilingualism in Translation: The Russian Wake(s) in Context // Joyce, Multilingualism, and the Ethics of Reading. — Springer Verlag GmbH, 2020. — P. 129—198. — (Palgrave Studies in Modern European Literature). — Ex cont.: Konstantin Belyaev’s “Anna Livia Plurabelle”: АЛП (1996–97, 2000). P. 157—168. — ISBN 978-3-030-36278-2 ; ISBN 978-3-030-36279-9 (eBook).